# 线苞两型豆
线苞两型豆（学名：Amphicarpaea linearis）为豆科两型豆属下的一个种。